# Gotthold Ephraim Lessing
Gotthold Ephraim Lessing, nemški pisatelj, filozof, dramatik, publicist, umetnostni kritik, * 22. januar 1729, Kamjenc, Gornje Lužice, Elektorat Saška, † 15. februar 1781, Braunschweig, Vojvodina Braunschweig-Lüneburg.
Velja za pomembnega predstavnika nemškega razsvetljenstva.. Njegove igre in teoretična dela so močno vplivala na razvoj nemške književnosti. Gledališki zgodovinarji ga označujejo kot prvega dramaturga.

## Življenje
Gotthold Ephraim Lessing se je rodil v Kamjencu (nem. Kamenz), majhnem gornjelužiškem mestu, Johannu Gottfriedu Lessingu in Justini Salomi Feller. Njegov oče je bil luteranski pridigar, pisal pa je tudi o teologiji. Mladi Lessing se je med letoma 1737 in 1741 šolal na latinski šoli v Kamjencu. Na željo svojega očeta, da bi sin sledil njegovim stopinjam, se je Lessing vpisal na srednjo šolo Fürstenschule St. Afra v Meissnu. Po zaključenem šolanju se je vpisal na univerzo v Leipzigu, kjer je diplomiral iz teologije, medicine, filozofije in filologije (1746-1748). V času študija študija je začel razmerje s slavno nemško igralko Karolino Neuber. Zanjo je prevedel več francoskih iger, s tem pa je raslo tudi njegovo zanimanje za gledališče. V tem času je napisal svojo prvo igro Mladi šolar (Der junge Gelehrte). Igro je leta 1748 tudi produciral.
Med letoma 1748 in 1760 je Lessing živel v Leipzigu in Berlinu. Takrat je začel delati kot recenzent in urednik pri časopisu Vossische Zeitung in občasno tudi za druge. Zgradil je tesen odnos s svojim bratrancem Christlobom Myliusom in se odločil, da mu bo sledil v Berlin. Leta 1750 sta začela izdajati periodično publikacijo Beitrage zur Historie und Aufnahme des Theatres, ki je izšla samo štirikrat, a kljub temu se je Lessing publiki predstavil kot dramski kritik in teoretik.
Magistriral je leta 1752 v Wittenbergu. Med letoma 1760 in 1765, v času sedemletne vojne med Veliko Britanijo in Francijo, je delal v mestu Breslau (danes Wrocław) kot pomočnik generala Tauentziena. V tem času je napisal delo Laocoon (esej na podlagi omejitev v slikarstvu in poeziji).
Leta 1765 se je vrnil v Berlin, leta 1767 pa se je preselil v Hamburg, kjer je tri leta delal v tamkajšnjem  narodnem gledališču. V tem času se je v Hamburgu pričela gradnja varietejskega gledališča, prvega te vrste v Nemčiji. Lastniki gledališča so Lessinga zaposlili kot kritika predstav in igranja, kasneje pa še kot dramaturga. V gledališču je spoznal Evo König, s katero se je kasneje tudi poročil. Z delom v Hamburgu je postavil temelje svojega prvega dramskega  dela z naslovom Hamburgische Dramaturgie (Hamburška dramaturgija). Gledališče v Hamburgu je čez tri leta prenehalo delovati.
Leta 1770 se je kot knjižničar zaposlil v knjižnici v mestu Wolfenbüttel.  Danes se knjižnica imenuje Herzog-August-Bibliothek, Bibliotheca Augusta. Njegov mandat v knjižnici je bil dinamičen, prepleten z veliko dogodivščinami. Tako je na primer leta 1775 spremljal princa Leopolda na potovanju v Italijo.
Leta 1771 se je pridružil prostozidarjem ("Zu den drei Goldenen Rosen") v Hamburgu.
Leta 1776 se je v  občini Jork (blizu Hamburga) poročil z vdovo Evo König, ki pa je umrla po porodu sina leta 1778. Umrl 15. februarja 1781 v Braunschweigu med obiskom prodajalca vina.
Lessing je bil znan po prijateljstvu z judovsko-nemškim filozofom Mosesom Mendelssohnom. Biografija Mendelssohnovega vnuka Felixa Mendelssohna opisuje njuno prijateljstvo kot najbolj "svetlečo metaforo razsvetljenstva za versko strpnost«, prav ta odnos je sprožil njegovo zanimanje za popularne, zanimive verske razprave tistega časa. Tako je začel objavljati aktualne pamflete o svojih prepričanjih, ki so bile na koncu prepovedane. Prav ta prepoved prepričanj ga je navdihnila za vrnitev v gledališče, saj je želel prikazati svoje poglede, tako je napisal delo Modri Natan (Natan der Weise). 

## Delo
Lessing je bil pesnik, filozof in kritik. Njegova teoretična in kritična pisanja so izjemna za njihov pogosto duhovit in ironičen slog pisanja. Pri tem se stilistično (jezikovno) sredstvo dialoga sreča z njihovo namero, pogleda na misel iz različnih zornih kotov in iskanja resnice v argumentih, njegovih oponentov. Zanj resnica nikoli ni predstavljala nečesa, kar bi si lahko človek lastil, temveč nekaj s čimer se človek lahko približa sočloveku. 
V zgodnjem obdobju življenja je kazal interes za gledališče. V njegovih teoretičnih in kritičnih delih, ki so se navezovala na gledališče je poskušal prispevati k razvoju nove vrste gledališča v Nemčiji. Tako je razvil nov pogled, ki je bil nasproten tedanjemu pogledu na gledališče, ki ga je razvil Gottsched s svojimi privrženci. Lessingovo delo Hamburška dramaturgija (Hamburgische Dramaturgie) je vsebovalo kritike na podlagi iger, ki so bile uprizorjene v Hamburškem gledališču. Zaradi negodovanja igralcev in igralk je svoja dela preusmeril v analiziranje uprizoritev v gledališču. Zagovarjal je stališče, da je Francoska akademija skozi obdobje neoklasičnih pravil o obliki in ločevanju žanrov razvrednotila pomen dramatike. Zagovarjanje njegovih stališč je vplivalo na izvajalce gledališke dejavnosti. Prav ti so se kasneje združili v gibanje, ki je zavračalo tradicionalna pravila. Gibanje je bilo poznano pod imenom »Sturm und Drang«. Lessing je delal z velikim številom gledaliških skupin. 
V Hamburgu je z znanci poskušal skušal ustanoviti Nemško narodno Gledališče. Njegova dela se danes odražajo kot prototipi pozne meščanske nemške dramatike. Prvi meščanski tragediji, ki si jih ogledajo šolarji v Nemčiji sta Lessingovi, Gospodična Sara Sampson (Miss Sara Sampson) in Emilia Galotti. Kot vzor veliko nemških komedij je poznano delo Minna von Barnhelm. Delo Modri Natan predstavlja prvo »dramo ideje« (Ideendrama). Njegovi teoretični deli Laokoön in Hamburška Dramaturgija postavljata nivo razpravam o estetskih in literarno teoretičnih principih. Lessing je menil, da bi morali dramaturgi delati neposredno z gledališčem in se ne skrivati v ozadju. V svojih verskih in filozofskih delih je branil pravico do svobodnega mišljenja verujočih kristjanov. Nasprotoval je veri v razodetje in dobesedni interpretaciji Svetega pisma. Izpostavljal koncept dokazovanja o obstoju stvarstva, problem uporabe čudežev, kot temelja krščanstva, ker zanje ni nobenih dokazov. Zgodovinske resnice, v katere ljudje dvomijo, ne morejo biti uporabljene kot dokazi, kot so obstoj boga.
V zadnji fazi svojega življenja se je Lessing začel ukvarjati z intenzivnim ocenjevanjem teologije in vere. Veliko znanja je pobral z branjem rokopisov, ki jih je našel v obdobju, ko je delal v knjižnici. V času dela v knjižnici je zgradil tesno prijateljstvo z družino Reimarus, ki je imela v lasti neobjavljen rokopis, v katerem je bil zapisan potek napada na zgodovino krščanskega razkritja. Kljub nasprotovanju brata Karla Lessinga je začel z objavljati dele rokopisa v brošurah, znanih kot Fragmenti, vendar je skrival svoje avtorstvo. Zaradi spornih  brošur je prišlo do ostre debate med njim in teologom Johannom Melchiorjem Goezom. V skrbi za svoj ugled je Goeze zaprosil vlado, da spor konča. Vlada je z zakonom utišala Lessinga, s tem mu je bila odvzeta pravica do svobode cenzure. V odgovoru se je Lessing skliceval na svoje sposobnosti pisanja dram. Napisal je dramo, ki je bila zagotovo njegova najvplivnejša igra do zdaj. Naslov drame je bil Modri Natan, v njej pa je prikazal napetost med judizmom, islamom in krščanstvom. V delu je predstavljena prilika o treh prstanih, ki temelji na ideji, da nobena vera ni prava vera.
Številne razsvetljenske ideje, ki jih je Lessing opisoval skozi njegove, tako imenovane "ideale človeštva", navajajo, da je vera povezana s človekovo zmožnostjo razmišljanja. Modri Natan velja za prvi primer nemške literature "človečnosti". Kot otrok razsvetljenstva je zaupal v "razumsko krščanstvo", ki se je orientiralo po duhu vere. Verjel je v to, da se bo človeški razum, ki sta ga sprožila kritika in nestrinjanje, razvijal tudi brez božjega razkritja. V delu Izobrazba človeštva pretežno in povezano razkrije svoj položaj.
Ideja svobode (gledališča proti prevladi francoskega vzora) je njegova osrednja tema. V tem smislu se je zavzemal tudi za osvoboditev srednjega in višjega družbenega razreda pred vsiljevanjem njihovih misli. S svojo literarno ustvarjalnostjo si je konstantno prizadeval za samostojnost posameznika, a njegov  ideal, da bi živel kot svoboden avtor je bil zaradi ekonomske omejenosti težko dosegljiv.  

## Izbrana dela
·        Der junge Gelehrte (Mladi šolar) (1748)
·        Der Freigeist (1749)
·        Die Juden (Judje) (1749)
·        Miss Sara Sampson (1755)
·        Philotas (1759)
·        Fabeln (Basni) (1759)
·        Laokoön (1766)
·        Minna von Barnhelm (1767)
·        Hamburgische Dramaturgie (Hamburška dramaturgija) (1767–69)
·        Emilia Galotti (1772)
·        Natan der weise (1779)
·        Die Erziehung des Menschengeschlechts (1780)